# Орфография башкирского языка
Орфография башкирского языка — исторически сложившаяся система правил башкирского языка, определяющих единообразие способов передачи речи на письме; раздел языкознания, изучающий и разрабатывающий систему правил башкирского языка.
Правила орфографии башкирского языка основаны на следующих принципах:
- Фонетический — буква соответствует реально произносимому звуку;
- Морфологический — морфема пишется одинаково независимо от произношения;
- Традиционный — осуществляется принятое изначально написание слова.

## История
Первые правила орфографии башкирского языка разрабатывались и уточнялись Орфографической комиссией, работавшей в 20-е годы XX века при Уфимском научном центре Академии наук СССР. В комиссии работали Ф.Сайфи-Уфалы , Г.Шонаси, С. Л. Рамиев, Г. Ф. Вильданов, Х.Каримов, Ш. А. Манатов, Ш. А. Худайбердин, Д.Юлтый и др. Первые правила башкирской орфографии основывались на фонетическом принципе.
В 1924 году З. С. Рамеев составил проект башкирской орфографии для письменности на основе арабского алфавита, где описал правила передачи звуков на письме, правописание аффиксов, частиц, союзов и др.
Другие варианты правил башкирской орфографии предлагались в 1924 году Г. Ф. Вильдановым, Х. Г. Габитовым, Н. Т. Тагировым; в 1925 году Г. Х. Алпаровым. Эти правила использовались в первых учебниках башкирской грамматик.
В 1928 году СНК БАССР утвердил башкирскую орфографию, разработанную Г. Я. Давлетшиным и Х.Хабировым.
Башкирская орфография на основе латинского алфавита разрабатывалась Комитетом нового башкирского алфавита. В 1930 году Президиум ЦИК БАССР принял правила башкирской на основе фонетических и морфологических принципах.
В 1934 году был опубликован проект орфографии на основе кириллицы, подготовленный языковедами «Башкирского комплексного научно-исследовательского института» и обсужденная на Уфимской городской конференции. В этой орфографии предусматривались правописания новых заимствований из западноевропейских и русского языков, сохранявшии их исконные произношения, введено написание букв О, У в интернациональных словах, из алфавита исключена буква, применяемая для обозначения мягкого звука Ж, уточнено правописание окончаний сложных слов башкирского языка и др.
В 1936 и 1938 годах разрабатывались принципы, утверждённые Указом Президиума ВС БАССР.
После перехода на кириллицу в 1939 году Указом Президиума ВС БАССР была утверждена башкирская орфография близкая фонетике и грамматическому строю башкирского языка. В 1950 году была утверждена новая редакция орфографии башкирского литературного языка.
В 1981 году Указом Президиума ВС БАССР принят обновленный проект башкирской орфографии.
При разработке орфографии решались проблемы, связанные с несоответствием букв фонетической системе; выбором языковых признаков, свойственных диалектам башкирского языка; соблюдением законов сингармонизма: отражением на письме комбинаторных изменений звуков, морфонологических явлений:
- чередование фонем, которое объединяет чередующиеся морфонемы в структуре слова; чередование гласных морфонем связано с законом сингармонизма; чередование согласных представлено в начале и конце корневых морфем: [ҡ—м]: «ҡырын-мырын» (неровно) [ҡ]ырын-[м]ырын, [п—б]: «яп» (закрой) я[п] — «ябыу» (закрытие) я[б]ыу и др., а также в начале и конце аффиксов: [д— ҙ]: «замандаш» (современник) заман[д]аш — «яуҙаш» (однополчанин) яу[ҙ1аш, [ҡ —к]: «ҡуйҙыҡ» (поставили) ҡуйҙы[ҡ] — «кейҙек» (надели) кейҙе[к]; большинство чередований является результатом ассимиляции;

- усечение основ, характеризующееся количественным и качественным изменением гласных: «халыҡ» (народ) ха[лыҡ] — «халҡым» (мой народ) ха[лҡ]ым, «алты» (шесть) ал[ты] — «алтмыш» (шестьдесят) ал[тм]ыш, «һары» (жёлтый) һа[ры] — «һарғылт» (желтоватый) һа[рғ]ылт и др., при редупликации — части первого слова: «туп-тулы» (абсолютно полный) ту[п]-ту[лы], «йоп-йомро» (очень круглый) йо[п]-йо[мро] и др.; а также утратой конечных [д], [т] в заимствованиях: «поезд» пое[зд] — «поезға» (поезду) пое[зғ]а, «власть» вла[ст’] — «власҡа» (власти) вла[сҡ]а и др., и [л], [н] — в местоимениях: «ул» (он) у[л] ~ «Уны» (его) у[н]ы, «мин» (я) ми[н] — «миңә» (мне) ми[ң]ә и др.;

- наращение морфем, представляющее собой появление на стыке морфем (асемантические — не имеющей количественного значения) фонемы: «икешәр» (по два) ике-[ш]-әр, «олоғай-» (стареть) оло-[ғ]-ай, «кеҫәһе» (его карман) кеҫә-[һ]-е, «әбей-һәбей» (старушки) әбей-[һ]әбей и др.;
- наложение фонем, наблюдающееся при сочетании одинаковых фонем, одна из которых опускается: «ҡапҡа артында» (за воротами) — ҡапҡ[а]ртында, «ҡара» (чёрный) и «ағас» (дерево) — «ҡарағас» (лиственница) ҡар[а]ғас, «артист» и -тар (показатель мн. ч.) — «артистар» (артисты) артис[т]ар и др.

В настоящее время проблемами орфографии башкирского языка занимается Институт истории, языка и литературы УНЦ РАН в Уфе.

## Основные правила башкирской орфографии
Современная орфография башкирского языка основана на фонетическом принципе. При этом учитываются также морфологический, традиционный и графический принципы.
- Основными принципами правил передачи звуков на письме являются: фонетический — правило позиционного чередования фонем (конечные согл. основы [ҡ], [к], [п] после присоединения аффикса с начальной гласной озвончаются): « ҡалаҡ» (ложка) — «ҡалағы» (его ложка); графический: некоторые заимствования слова (интернационализмы и др.) пишутся в соответствии с орфографией русского языка: «архив», «велосипед» и др.; морфологический: согласные [н] в конце слов, подвергающийся ассимиляции, не изменяется на письме: «алдынғы» (передовой) — алды[ңғ]ы и др.; традиционный: «ғаилә» (семья), «мәгариф» (просвещение) и др.;
- Правописание прописных и строчных букв, связанное с разграничением собственных и нарицательных существительных (семантический принцип), членением текста (синтаксический принцип) и др.;
- Правила о слитных, раздельных и дефисных написаниях слов, основаны на лексико-морфологическом принципе — слитно пишутся сочетания слов, в которых первый из двух компонентов употребляется в сокращённом виде: «драмтүңәрәк» (драмкружок), «пединститут»; словообразовательном-грамматическом принципе: парные слова пишутся через дефис: «берҙән-бер» (единственный), «асыҡтан-асыҡ» (отчётливо); дифференцирующем принципе: при разграничении омофонов: «ҡартайыу» (старение) — «ҡарт айыу» (старый медведь) и др.;
- Правила переноса частей слова с одной строки на другую, связанные с особенностями слоговой структуры слова: «баҡ-са-лар» (сады) и др.;
- Правила графических сокращений, предписывающие недопустимость выпадения начальных букв в слове, количество сокращённых букв должно быть не менее 2, невозможно завершение сокращения буквами «й», «ъ», «ь» и др.: «киҫәксә» частица — «киҫ.» и др.